# Quintus Caecilius Metellus Creticus
Quintus Caecilius Metellus Creticus († um 54 v. Chr.) war ein Politiker der späten römischen Republik.
Quintus Caecilius Metellus Creticus war ein Sohn des Gaius Caecilius Metellus Caprarius. Er war in einem Jahr zwischen 74 und 72 v. Chr. Prätor und unterstützte 70 v. Chr. als designierter Konsul mit anderen Metellern Gaius Verres.
Im Jahr 69 v. Chr. war Creticus Konsul und bekämpfte erfolgreich die Seeräuber auf Kreta; als Prokonsul von 68 bis 65 v. Chr. machte er die Insel zur Provinz. Über das weitere Vorgehen am östlichen Mittelmeer kam es zum Zerwürfnis zwischen ihm und Pompeius. Pompeius verhinderte daher bis 62 den Triumph des Creticus, während dieser die Bestätigung der Neuordnung des Ostens durch Pompeius im Senat bis 60 v. Chr. verhinderte. Während der Catilinarischen Verschwörung 63 v. Chr. wurde Creticus nach Apulien gesandt. Ende Mai 62 v. Chr. konnte er schließlich seinen Triumph feiern.
Im Jahr 60 v. Chr. war Creticus Gesandter in Gallien und sollte gallische Stämme daran hindern, sich den Helvetiern anzuschließen.
Seit spätestens 73 v. Chr. bis zu seinem Tod um 54 v. Chr. war Creticus Pontifex. Seine Tochter Caecilia Metella ist durch ihr Grabmal an der Via Appia bekannt.